# Monument van Columbus

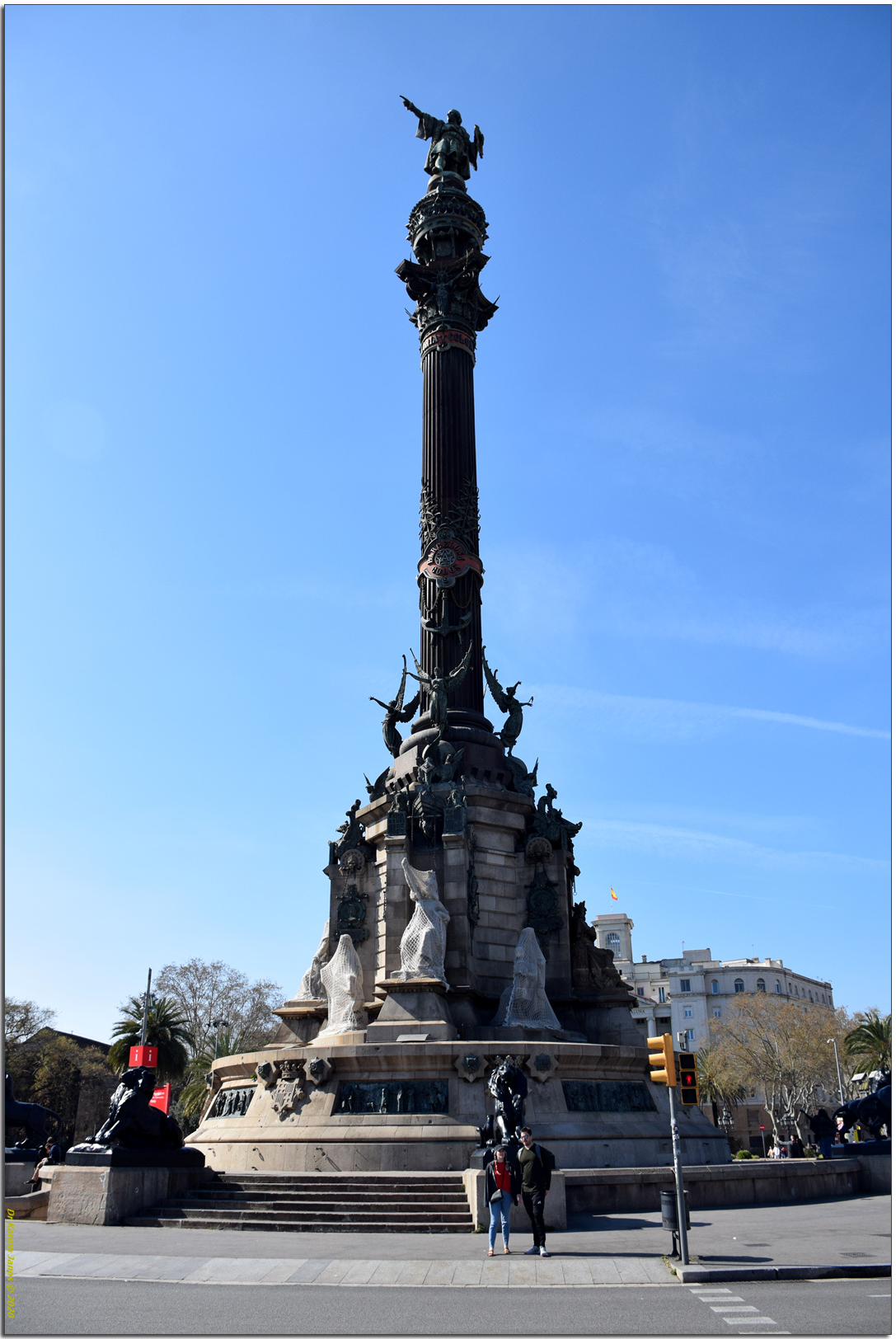
Het Monument van Columbus

Het Monument van Columbus (Catalaans: Monument a Colom) is een bronzen standbeeld van Christoffel Columbus op een veertig meter hoge Korinthische pilaar, gesitueerd in de Spaanse stad Barcelona. Het werd hier neergezet vanwege de wereldtentoonstelling van 1888 ter nagedachtenis aan de ontdekking van Amerika en beeldt Columbus uit die aan koningin Isabella I van Castilië en koning Ferdinand II van Aragon uitlegt dat hij de overkant van de oceaan land heeft ontdekt.
Het beeld zelf is 7,2 meter hoog en de kolom staat op een dusdanig grote sokkel waardoor het geheel zestig meter hoog is. Het staat aan het einde van de Ramblas aan de haven, op een rotonde waar de boulevards Passeig de Colom en Passeig Josep Carner bij elkaar komen. Het is dus van vier kanten goed te zien. Columbus wijst in de richting van de zee, overigens in zuidelijke richting en niet in de richting van Amerika.

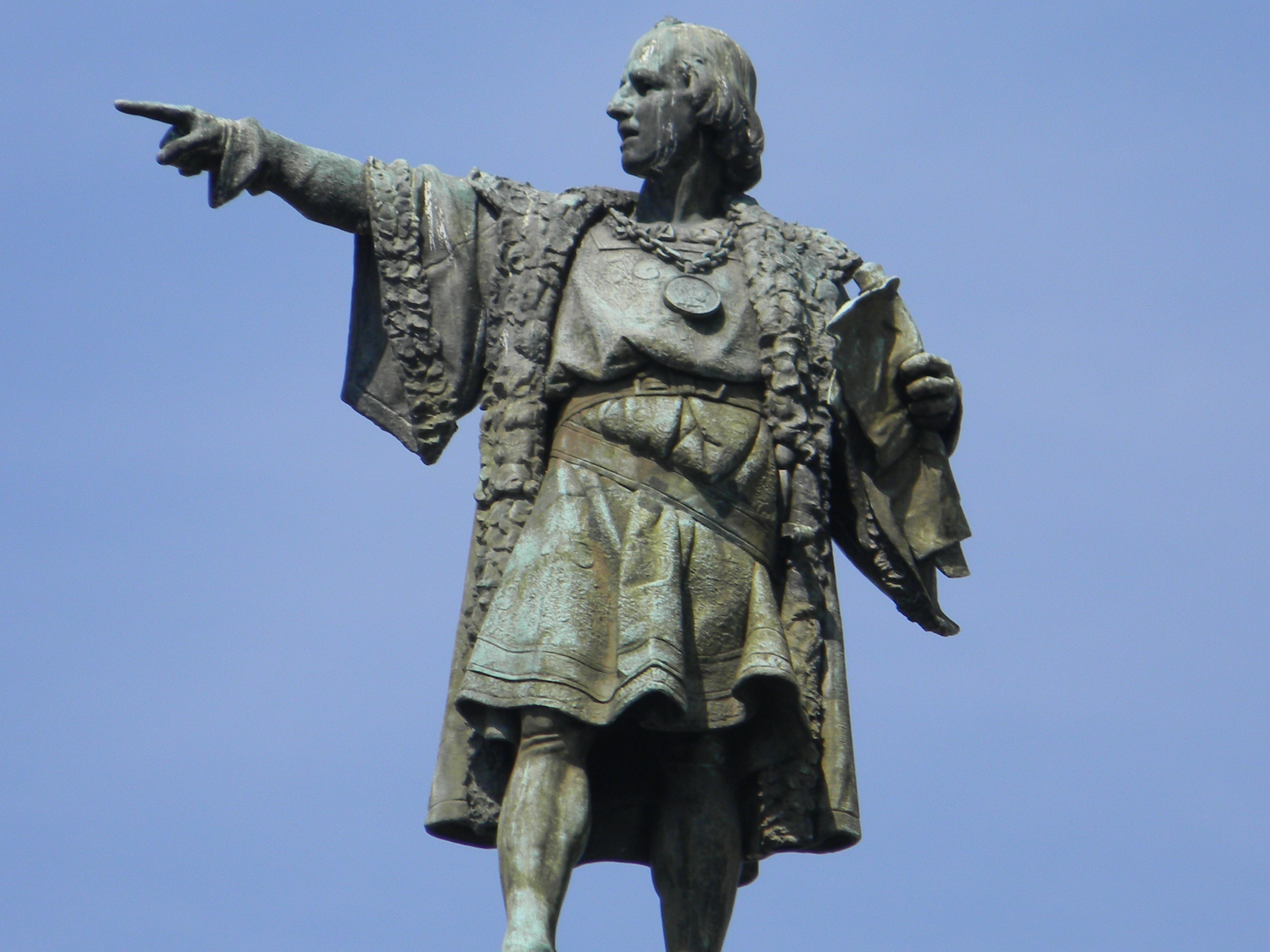
Columbus
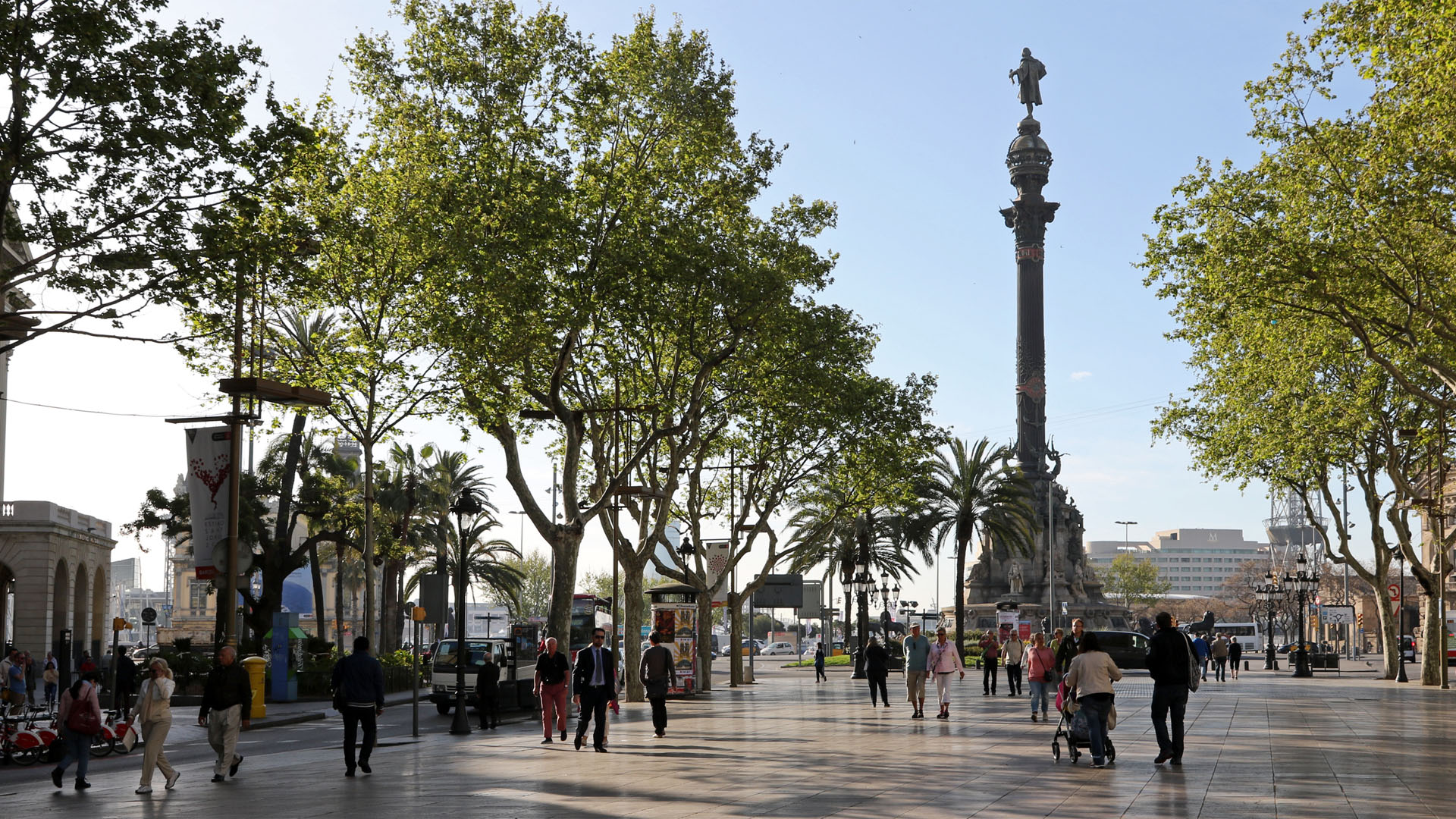
Het monument gezien vanaf de Ramblas
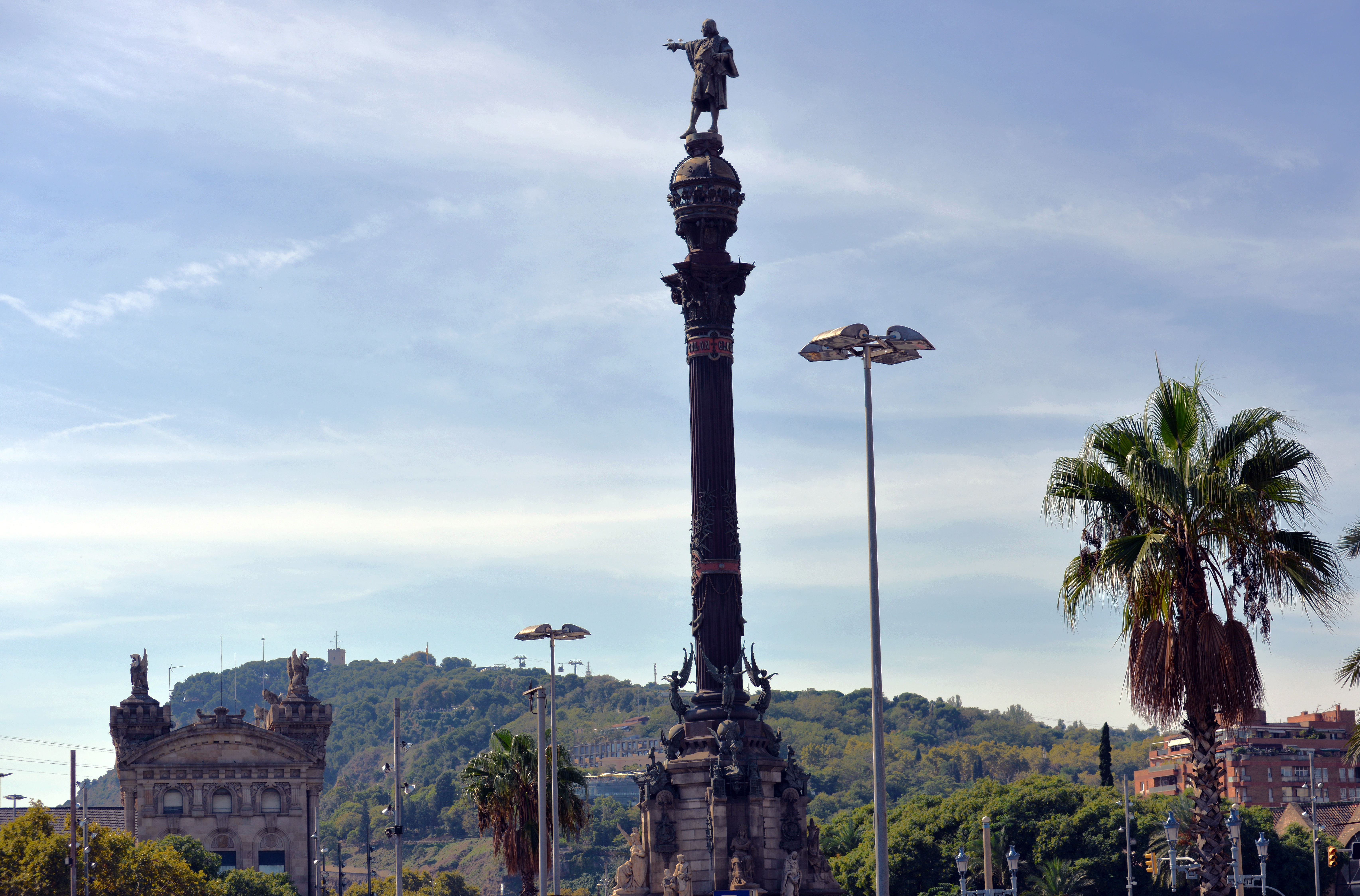
Gezien vanaf de Passeig de Colom
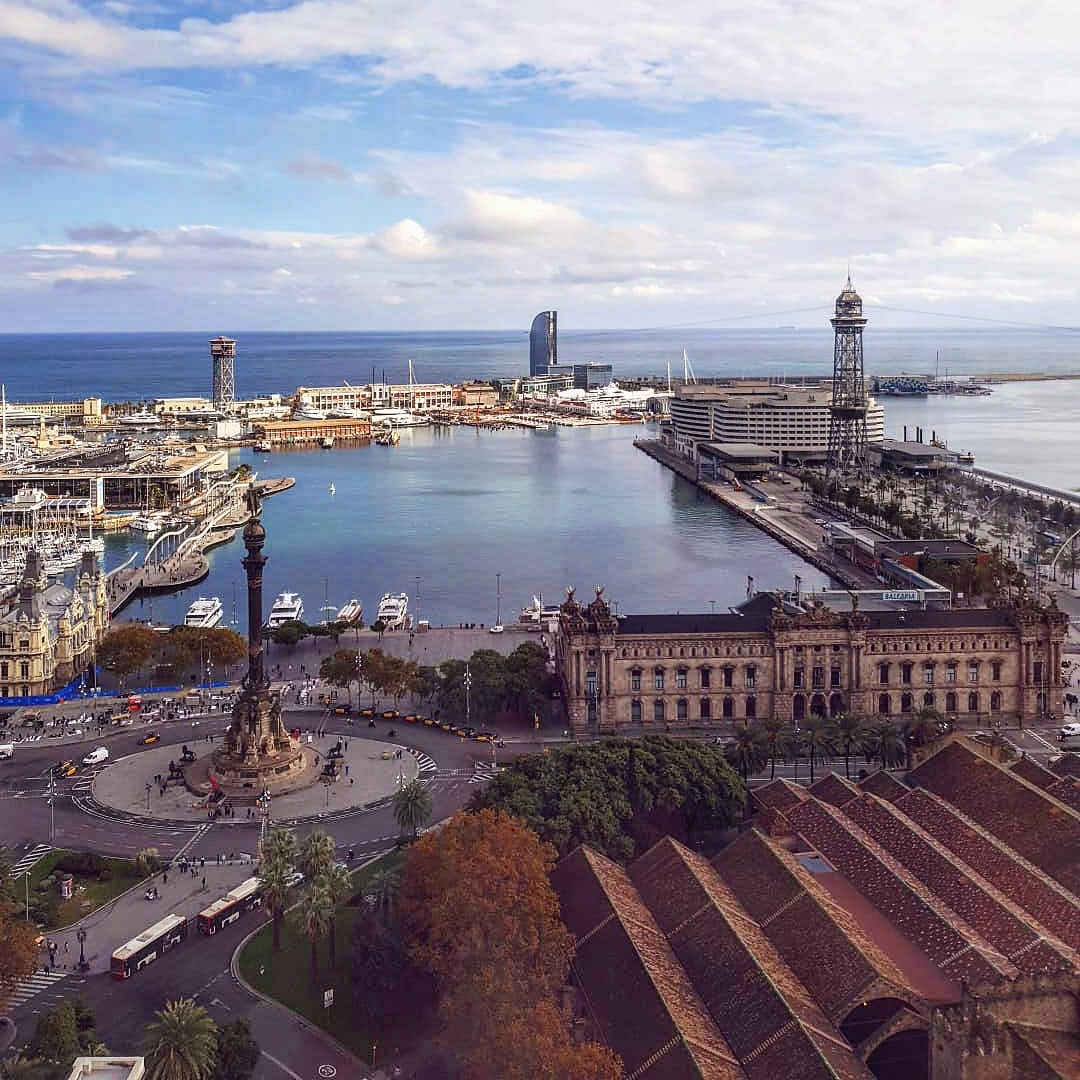
Het beeld met zicht op de haven